# Стадион Неа Смирни
Стадион Неа Смирни (грч. Στάδιο Νέας Σμύρνης) је вишенаменски спортски објекат који се налази у истоименој градској четврти Атине. Тренутно се највише користи за фудбалске мечеве, а домаћи је стадион ФК Паниониос који се такмичи у Суперлиги Грчке. Стадион се налази у јужном предграђу Атине, Неа Смирни. Капацитет седећих места је 11.700, а стадион је саграђен 1939. године.
Постављање седишта на све трибине извршено је 1998. године, непосредно пре него што је ФК Паниониос играо у Купу победника купова. Пре тога, трибина је могла да прими 19.000 људи. Стадион задовољава потребе за играње утакмица у оквиру такмичења УЕФА лига Европе, а његове димензије су 105x72 м.

## Историја
У новембру 1937. године, Одбор директора Паниониса, предвођен председником Д. Карабатисом и општином Неа Смирни, договорили су се да се у ово насеље премести фудбалски клуб. Грађевински радови на изградњи стадиона започети су 1938. године и завршени су годину дана касније. У лето 1940. године почињу да се одржавају прве фудбалске утакмице на стадиону. Исте године у септембру, спортско друштво Паниониос слави 50. година свог постојања завршетком изградње новог стадиона. Од тада се стадион користио за фудбалски и друге клубове спортског друштва Паниониос.
Радови на стадиону били су и 2001. и 2003. године, када је изграђена спортска радња, канцеларије, бољи медицински и играчки објекти, а направљен је и кров изнад источне трибине стадиона. Године 2009. уведен је електронски систем издавања карата на стадиону, како би се побољшала сигурност током играња утакмица.

Упркос побољшањима, навијачи тима, као и његово руководство сматрали су да је стадион неадекватан да покрије потребе тима у смислу квалитета услуга пружених навијачима. Поред тога, постоје сигурносне бриге јер стадион није имао довољно места за улазак и излазак у случају хитних случајева.
Највећа посећеност забележена је 1974. године против ФК Панатинаикос, када је мечу присуствовало 20.950 гледалаца. Након постављања седишта и смањења капацитета стадиона, велики број мечева стадион је био потпуно пун, нарочито на европским такмичења. Од постављања столица, највише карта продато је 2008. године, када је ФК Паниониос дочекао ФК Панатинаикос.
Осим ФК Паниониос стадион су корисили атлетски клуб, као и младе фудбалске репрезентације Грчке. У време затварања великог броја стадиона у Атини, због реновирања непосредно пре Летњих олимпијских игара 2004. године, стадион Неа Смирни често је коришћен од стране других клубова као што су ФК АЕК Атина, који је стадион користио током прве сезоне Суперлиге Грчке сезоне 2003/2004 године и ФК Олимпијакос који је одиграо један меч у фебруару 2003. године.  На овом стадиону играно је и финале Купа Грчке између ФК Панатинаикос и ФК Олимпијакос. Због густо насељене локације на којој се налази, стадион Неа Смирни ретко се користи као концертна локација. Најпознатији концерт који је до сада одржан био је први наступ групе Металика у Грчкој 27. јуна 1993. године.
Председник спортског друшта Панионис најавио је да ће клуб добити нови стадион у који ће бити уложено 60 милиона евра. Најављено је и да ће цео спортски комплекс бити са фудбалским стадионом од 12.000 места, а да ће у оквиру комплекса бити и сала за одбојку, кошарку, базен и атлетски центар са објектима за бокс, ритмичку гимнастику и рвње.

## Галерија
- Фудбалери Паниониоса током изласка на стадион
- Источна трибина стадиона